# アルモーメン・アブドーラ
アルモーメン・アブドーラ（アラビア語: المؤمن محمد عبد الله 英語: El-Moamen Abdalla / Al-Moamen Abdalla、1975年 - ）は、エジプト、カイロ出身のアラビア語通訳、言語研究家。東海大学国際教育センター教授。

## 人物
NHK教育テレビのアラビア語会話講師やアルジャジーラテレビの翻訳者を務めた。天皇・皇后の他、アラブ諸国の政治家や大物（パレスチナ解放機構（PLO）のアッバース議長や、イラクのフセイン元大統領の長男など）の通訳を務めた経験がある。
またアラビア語教育のみならず、アラブ文化の積極的な紹介につとめ、コメンテーターとしてのテレビ・ラジオ出演も多数。エジプトの大学を卒業後、学習院大学文学部日本語日本文学科を経て、学習院大学大学院人文科学研究科に進学。日本語を修める。

## 著書
（東海大学公式ホームページにて
- 『アラビア語が面白いほど身につく本』（中経出版、2004年）
- 『アラビア文字練習プリント』（小学館、2006年）
- 『地図が読めないアラブ人、道を聞けない日本人』（小学館、2010年）
- 『日本語とアラビア語の慣用的表現の対照研究：比喩的思考と意味理解を中心に』（国書刊行会、2015年）